# منتخب بروناي لسباعيات الرغبي
منتخب بروناي لسباعيات الرغبي (بالإنجليزية: Brunei national rugby sevens team)‏ هو ممثل بروناي الرسمي في المنافسات الدولية في سباعيات الرغبي .